# Yiling
Der Stadtbezirk Yiling (chinesisch 夷陵区, Pinyin Yílíng Qū) ist ein Stadtbezirk der bezirksfreien Stadt Yichang im Westen der chinesischen Provinz Hubei. Er hat eine Fläche von 3.417 km² und zählt 541.100 Einwohner (Stand: Ende 2019).

## Administrative Gliederung
Der Stadtbezirk setzt sich aus elf Großgemeinden und neun Gemeinden zusammen.
- Großgemeinde Xiaoxita 小溪塔镇
- Großgemeinde Aijia 艾家镇
- Großgemeinde Zhangcunping 樟村坪镇
- Großgemeinde Wudu 雾渡河镇
- Großgemeinde Fenxiang 分乡镇
- Großgemeinde Taipingxi 太平溪镇
- Großgemeinde Sandouping 三斗坪镇
- Großgemeinde Qiaobian 桥边镇
- Großgemeinde Yaqueling 鸦鹊岭镇
- Großgemeinde Letianxi 乐天溪镇
- Großgemeinde Longuan 龙泉镇

- Gemeinde Duanjiaping 殷家坪乡
- Gemeinde Xiabaoping 下堡坪乡
- Gemeinde Liziping 栗子坪乡
- Gemeinde Shangyang 上洋乡
- Gemeinde Dengcun 邓村乡
- Gemeinde Xiaofeng 小峰乡
- Gemeinde Huanghua 黄花乡
- Gemeinde Jinshidong 金狮洞乡
- Gemeinde Tucheng 土城乡